# طوطی بهشتی
طوطی بهشتی یا طوطی پارادایس (نام علمی: Psephotus pulcherrimus) نام یک گونه منقرض‌شده از تیره طوطیان است.